# نووپروخلادنویه
نووپروخلادنویه (به لاتین: Novoprokhladnoe) یک منطقهٔ مسکونی در روسیه است که در آدیغیه واقع شده‌است.